# یوسف حبیبی
یوسف حبیبی (انگلیسی: B. J. Habibie؛ زاده ۲۵ ژوئن ۱۹۳۶ – درگذشته ۱۱ سپتامبر ۲۰۱۹) یک مهندس و سیاست‌مدار اهل اندونزی بود. یوسف حبیبی در ۱۱ سپتامبر ۲۰۱۹، در سن ۸۳ سالگی درگذشت.